# Schippersinternaat

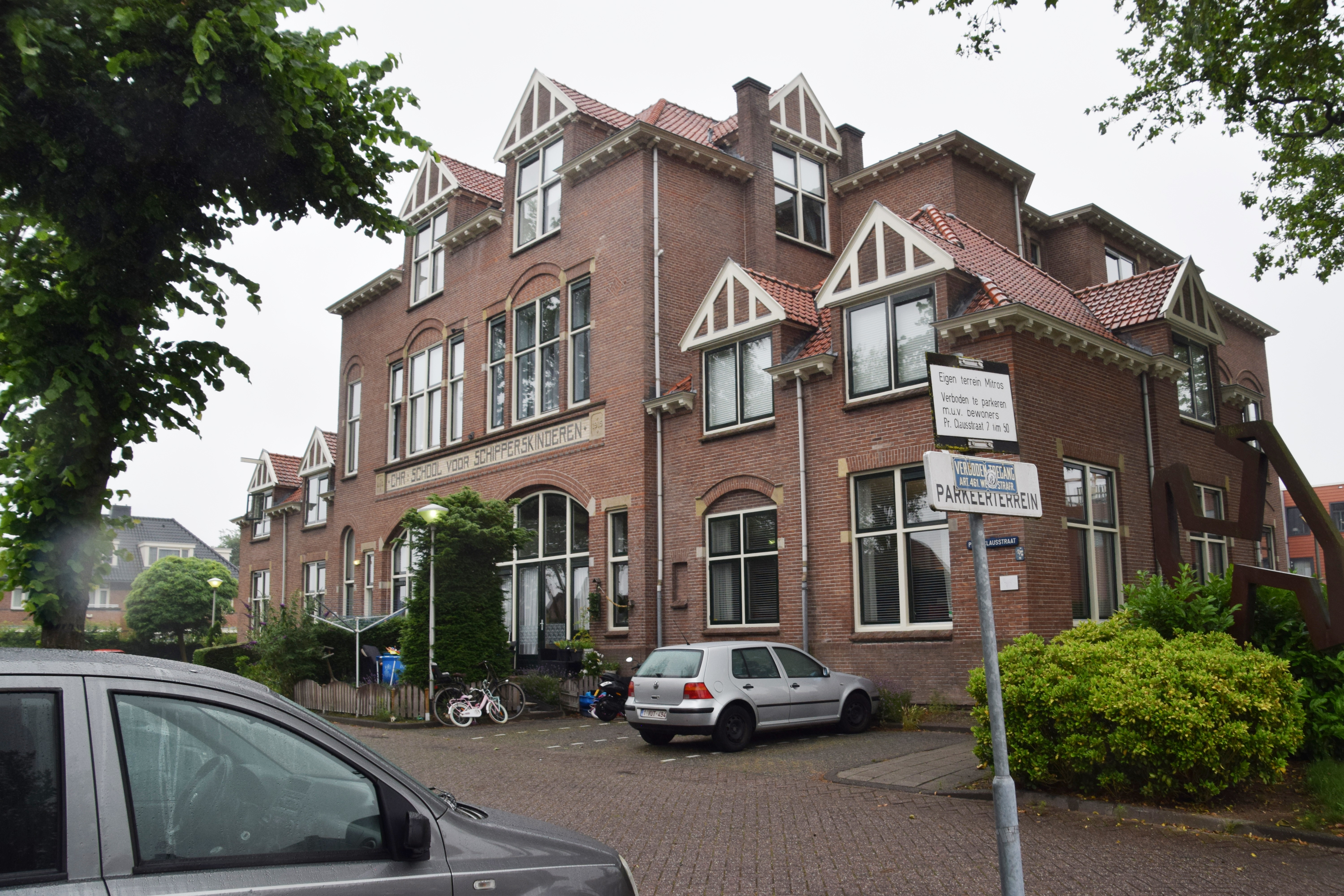
De Chr. School voor Schipperskinderen in Vreeswijk

Een schippersinternaat is een internaat waar kinderen kunnen wonen van wie de ouders op een binnenvaartschip varen. De ouders wonen immers op het schip en hebben geen vaste woonplaats. Ook kinderen van rondtrekkende gezinnen (kinderen van kermisexploitanten en circusmedewerkers), die niet naar de rijdende school konden of wilden, gingen hierheen.

## Nederland

### Leerplicht
Er gold van oorsprong in Nederland geen leerplicht voor kinderen van de "trekkende bevolking" zoals van schippers, zigeuners en kermisvolk. In de eerste Leerplichtwet, die op 1 januari 1901 van kracht werd, waren ze niet opgenomen. Zij die een vaste woonplaats misten, waren volgens artikel 7 sub 1 van die Leerplichtwet vrijgesteld van de verplichting om hun kinderen op een school in te schrijven. Onder vaste woonplaats moest blijkens artikel 8 van die wet worden verstaan: de gemeente waar men langer dan twee dagen achtereen verbleef. Het is daarom beter in dit verband te spreken van "verblijfplaats", omdat bij het begrip woonplaats meestal bedoeld werd de gemeente waar men in het bevolkingsregister was opgenomen. Het overgrote deel van hen die geen vaste verblijfplaats hadden, was echter wel ingeschreven in een gemeentelijk bevolkingsregister. Pas met de leerplichtwet 1969 werd invulling gegeven aan de sedert jaren geuite wens van de schippers om met betrekking tot de Leerplichtwet te worden gelijkgesteld met de niet-varenden.
“Trekkende” kinderen mochten wel naar de lagere school, aan de over het land verspreide verschillende dagscholen waren schippersklassen ingericht voor het lager onderwijs aan schipperskinderen. Maar de noodzakelijke huisvesting voor onderwijs aan schipperskinderen kostte veel schippersouders in de jaren tot 1969 een vermogen. Ze draaiden er volledig zelf voor op. De kosten waren zelfs niet als beroepskosten aftrekbaar voor de belasting. Huisvesting van deze kinderen was voor de (belasting)wet overbodige luxe. 
Om een indruk te geven over de toenmalige aantallen leerlingen die ligplaats-onderwijs genoten (gemiddeld per dag aanwezig):
| Jaar | Openbaar | Rooms-Katholiek | Protestants-christelijk | Overig bijzonder | Totaal |
| ---- | -------- | --------------- | ----------------------- | ---------------- | ------ |
| 1961 | 243      | 44              | 289                     | 27               | 603    |
| 1962 | 227      | 40              | 270                     | 28               | 565    |
| 1963 | 237      | 35              | 254                     | 32               | 558    |
| 1964 | 199      | 20              | 249                     | 37               | 505    |
| 1965 | 193      | 15              | 211                     | 36               | 455    |
| 1966 | 161      | 5               | 197                     | 33               | 396    |

De leerplicht geldt in de huidige wet ook voor kinderen van schippers. Zij voldoen aan de leerplicht als zij bij de Stichting voor Landelijk Onderwijs aan Varende Kinderen ingeschreven zijn. Inschrijven is mogelijk vanaf 3 jaar.
Dit houdt in dat de ouders hun kind (aan boord) zelf begeleiden met lesmateriaal van de stichting en indien mogelijk hun kind een ligplaatsschool laten bezoeken. Artikel C9, lid 2 van het Besluit trekkende bevolking Wet op het primair onderwijs (WPO) bepaalt dat de leerlingen de school (LOVK) in elk geval verlaten na afloop van het schooljaar waarin zij de leeftijd van zeven jaar hebben bereikt.
De meeste schipperskinderen gaan vanaf het jaar dat ze 7 jaar worden naar het schippersinternaat, waar ze starten in groep 3 van het reguliere basisonderwijs.

### Naar school
Vanaf een bepaalde leeftijd gaan de kinderen naar de wal om een reguliere school te bezoeken, in eerste instantie een reguliere basisschool en vervolgens een middelbare school.
Om die school te bezoeken heeft het kind een onderkomen (huisvesting en verzorging) op de wal nodig. Een internaat biedt het kind een plek om te wonen zolang het kind naar school gaat en zolang de ouders varen. De mate waarin wonen in een internaat invloed heeft op een kind (positief/negatief) verschilt per geval. Een kind kan bijvoorbeeld heel jong zelfstandig worden. Het kind kan echter ook veel heimwee hebben naar de ouders.

### Veranderingen van de instelling
De stand van zaken in de binnenvaart is veranderd ten opzichte van 15 jaar geleden. Veel eigenaren varen volcontinu. Dit betekent dat het voor partners en kinderen makkelijker is geworden om vanaf de leerplichtige leeftijd van het kind een huis aan de wal te kopen en daar te gaan wonen. In de continuvaart kan de varende ouder bovendien makkelijker twee weken aan boord wonen en twee weken aan de wal wonen. Een aantal jaren geleden was deze situatie anders en was het de gewone gang van zaken dat schipperskinderen naar het internaat gingen. Nu dit niet meer het geval is, is er minder animo voor de plaatsen op het internaat, waardoor de samenstelling kleinschaliger wordt en veel internaten zelfs deuren sluiten.

## Vlaanderen
De term schippersinternaat is minder gebruikelijk. De officiële naam is: Tehuis voor kinderen wier ouders geen vaste verblijfplaats hebben. Het doelpubliek is ook ruimer, want zo'n tehuis richt zich ook op kinderen van foorkramers en andere trekkende bevolking. Zo zijn er vijf erkend door het Vlaams Ministerie van Onderwijs en Vorming, te Antwerpen, Etterbeek, Evergem, Maasmechelen en Wijnegem.
De betoelaging vanuit het ministerie is voor zo'n internaat iets ruimer dan voor een gewoon internaat, omdat er ook voor de weekends opvang moet worden voorzien.

## Trivia
Het schippersinternaat wordt bezongen in het lied Schippersklnd van Kinderen voor Kinderen